# Fenyő gyöngye
A Fenyő gyöngye Fenyő Miklós 2002-ben megjelent dupla válogatásalbuma, mely régi sikereit tartalmazza, de teljesen új felvételeken. Egyetlen új dalt tartalmaz, ez az Angyalföldi pálmafák, mely a 2004-es Mr. Rock and Roll albumra is felkerült. Az album bemutatója a 2002-es margitszigeti koncerten volt.

## Dalok
1. lemez
- Csavard fel a szőnyeget
- Hej, Rolli, Rolli
- Rock and roll party I.
- Csókkirály
- Multimilliomos Jazz-dobos
- Hotel Menthol
- Várni rád egy éjen át
- Limbó hintó
- Viva Rock and Roll!
- Légy ma éjjel a társam
- Angyali szerelem
- Volt és lesz
- Fiatal a nyár
- Csak egy kis emlék

2. lemez
- Napfény a jégen
- Örökzöld álom
- Ébredj fel Rockandrollia
- Figaró
- Halló Mancika
- Made in Hungaria
- Luxemburg rádió
- Az Angyalok földjén
- Minden kocka fordul
- Szeress még
- Csók a családnak
- Angyalföldi pálmafák

## Közreműködők
- Fenyő Miklós: ének
- Harsányi Zsolt (Klein): gitár
- Dudinszki Zoltán (Dudi): szaxofon, tangóharmónika
- Pirisi László (Piri): zongora
- Novai Gábor: Fender Precission basszusgitár, gitár, vokál
- Szabó Ferenc: pearl dobok
- Szalóki Béla: piston, pozan
- Kaposvölgyi József (Golyó): tangóharmónika (Angyalföldi pálmafák)
- Bodza Andrea: vokál
- Sima Anikó: vokál
- Vasvári Viki: vokál